# Péter Vánky
Péter István Vánky (* 28. června 1968 Târgu Mureș, Rumunsko) je bývalý rumunský a švédský sportovní šermíř maďarské národnosti, který se specializoval na šerm kordem. V polovině osmdesátých let z Rumunska emigroval do Švédka, za které startoval od roku 1987. Na olympijských hrách startoval v roce 1988, 1992, 1996 a 2000. V soutěži jednotlivců bylo jeho maximem čtvrtfinále na olympijských hrách v roce 2000. V roce 1998 a 1999 skončil na druhém místě na mistrovství světa v soutěži jednotlivců.